# Rolandas Makrickas
Rolandas Makrickas (Biržai, Panevėžys, 31 de enero de 1972) es un prelado católico lituano. Trabajó en el servicio diplomático de la Santa Sede entre 2006 y 2021, y desde 2025 se desempeña como arcipreste de la Basílica de Santa María la Mayor.
Fue nombrado cardenal el 7 de diciembre de 2024 por el papa Francisco.

## Biografía
Makrickas fue el menor de cinco hermanos. Debido a que las autoridades soviéticas restringían la práctica religiosa y la catequesis, su educación religiosa temprana fue privada y breve. El fin de la era soviética le permitió adquirir una comprensión más profunda de su fe y de sus experiencias. De joven, voló planeadores y consideró brevemente una carrera en la aviación.
Ingresó en el Seminario Sacerdotal de Kaunas en 1990, y a partir de 1991 vivió en el Colegio Lituano San Casimiro en Roma mientras estudiaba filosofía y teología en la Pontificia Universidad Gregoriana. Fue ordenado sacerdote para la diócesis de Panevėžys el 30 de julio de 1996. De 1996 a 2001 fue subsecretario de la Conferencia Episcopal de Lituania y dirigió el Comité Nacional del Gran Jubileo de 2000. Obtuvo un doctorado en Historia de la Iglesia en la Gregoriana en 2004.
Entre 2003 y 2006 estudió en la Academia Pontificia Eclesiástica, y se unió al servicio diplomático de la Santa Sede el 1 de julio de 2006. Cumplió misiones en Bolivia, en Georgia, donde vivió la guerra ruso-georgiana, y en Suecia, donde la nunciatura era responsable de varios países del norte. Sirvió en Estados Unidos de 2013 a 2017, lo que incluyó una visita papal. Durante dos años, fue encargado de negocios en Gabón y consejero en el Congo, donde participó en la prestación de servicios sociales de la Iglesia y gestionó un proyecto de construcción.
El 10 de agosto de 2019 se incorporó a la Sección de Asuntos Generales de la Secretaría de Estado en Roma como jefe de administración, siendo el primer no italiano en ocupar dicho cargo. En ese puesto, participó en la reorganización de las funciones financieras y administrativas del Vaticano.
El 15 de diciembre de 2021, el papa Francisco lo nombró comisionado extraordinario responsable de la gestión de los bienes del capítulo de la Basílica de Santa María la Mayor, alegando «las particulares complejidades de la gestión económica y financiera del capítulo… agravadas por la propagación de la pandemia [de COVID-19]». A pesar de esa caracterización de su función, actuó repetidamente como portavoz de los eventos e iniciativas de la basílica.
El 23 de febrero de 2023, el papa lo nombró arzobispo titular de Tolentino. Recibió la consagración episcopal el 15 de abril de manos del cardenal Pietro Parolin.
El 20 de marzo de 2024, poniendo fin al papel de Makrickas como comisario y redefiniendo el papel de los canónigos de la Basílica, el papa Francisco lo nombró arcipreste coadjutor de la Basílica de Santa María la Mayor.
El papa Francisco anunció el 6 de octubre de 2024 que planeaba nombrarlo cardenal el 8 de diciembre, fecha que luego se cambió al 7 de diciembre. El 7 de diciembre de 2024, el papa Francisco lo nombró cardenal, asignándole el título de cardenal-diácono de San Eustaquio.
El 4 de julio de 2025 sucedió al cardenal Stanisław Ryłko como arcipreste de la Basílica de Santa María la Mayor, cuando el papa León XIV aceptó la renuncia de Ryłko.